# Jerusalem-Pilgerkreuz
Das Jerusalem-Pilgerkreuz wurde 1901 von Papst Leo XIII. als päpstlicher Verdienstorden gestiftet, um Gläubige zu Reisen nach Jerusalem zu ermutigen sowie Pilger, die das Heilige Land besucht haben, ausdrücklich zu ihrer Wallfahrt zu beglückwünschen.

## Geschichte

### Stiftung des Pilgerkreuzes
Papst Leo XIII. stiftete die Auszeichnung mit Dekret der Missionskongregation „de Propaganda Fide“ vom 2. Mai 1901 als Zeichen seiner persönlichen Anerkennung der Jerusalempilger und zu deren persönlicher Erinnerung an ihre Reise zu den heiligen Stätten im Heiligen Land. Mit Schreiben vom 28. Juni 1901 teilte die päpstliche Missionskongregation zudem mit, dass auch alle Pilger, die seit 1896 das Heilige Land besucht hatten, das Pilgerkreuz rückwirkend erbitten durften.
Das Recht zur Verleihung des Jerusalem-Pilgerkreuzes übertrug der Papst dem Guardian bzw. Kustos der „Kustodie des Heiligen Landes“, der Ordensorganisation der Franziskaner im Heiligen Land.

### Innerkirchliche Bedeutung
Die Übertragung der Verleihungsrechte des Jerusalem-Pilgerkreuzes an die Franziskaner hatte auch innerkirchlich eine besondere Bedeutung:
- Schon 1847 nahm der Heilige Stuhl der „Kustodie des Heiligen Landes“ das Recht, den Schlag zum Ritter vom Heiligen Grab vorzunehmen, und übertrug dieses dem Patriarchen des 1847 neu gegründeten Lateinischen Patriarchats von Jerusalem.
- Darüber hinaus hatte insbesondere Papst Leo XIII. in seinem langjährigen Pontifikat weitere katholische Orden (darunter Dominikaner, Benediktiner und Assumptionisten) ermutigt, sich im Heiligen Land zu engagieren und niederzulassen. Damit war den Franziskanern in gewisser Weise ihr bisheriges Alleinstellungsmerkmal genommen.
- Die Übertragung der Verleihungsrechte des Jerusalem-Pilgerkreuzes an die Franziskaner kann als eine besondere Hervorhebung und Aufwertung dieses Ordens und der „Kustodie des Heiligen Landes“ gegenüber den neuen Gründungen im Heiligen Land sowie als Anerkennung für deren Verdienste um die Geschicke im Heiligen Land spätestens seit 1342 angesehen und gewertet werden.

In der Rangordnung der päpstlichen Verdienstorden und Ehrenzeichen steht das Jerusalem-Pilgerkreuz an 8. Stelle.

## Verleihung
Voraussetzung für die Verleihung ist eine Pilgerreise nach Jerusalem, bei der man den Hauptsitz der „Kustodie des Heiligen Landes“ besuchen und um die Zuerkennung des Pilgerkreuzes bitten kann. Früher musste der Antragsteller ein Empfehlungsschreiben seines Heimatpfarrers beibringen, das seinen ehrenhaften Lebenswandel bestätigte. Die Verleihung des Pilgerkreuzes nimmt der Guardian bzw. Kustos persönlich oder ein von ihm mit dieser Aufgabe betrauter Franziskanerpater vor. Er zeichnet die Pilger im Namen des Heiligen Vaters („cum […] apostolica auctoritate facultas“) aus.
Das Pilgerkreuz wird in den Klassen Gold, Silber und Bronze verliehen, wobei  Bronze in der Regel bei der ersten Pilgerreise vergeben wird, Silber bei der zweiten und Gold bei der dritten. Träger des Pilgerkreuzes erhalten auch eine Urkunde. Für die Verleihung des Pilgerkreuzes ist eine vorgeschriebene Taxe an die Kustodie zu entrichten, welche am Ende eines Jahres von den Franziskanern als Spende an das päpstliche Dikasterium für die Evangelisierung weitergeleitet wird. Das Pilgerkreuz in Gold wird von der „Kustodie des Heiligen Landes“ gelegentlich taxfrei zur Anerkennung von besonderen Verdiensten um das Heilige Land verliehen, ohne dass der oder die Betreffende Jerusalem besucht haben muss.
Am Ende jeden Jahres teilt die „Kustodie des Heiligen Landes“ die Höhe der Spenden, welche sie von den Trägern des Pilgerkreuzes erhalten hat, dem Dikasterium für die Evangelisierung mit. Dieser Vorgang und seine Stiftung durch den Papst erheben das Jerusalem-Pilgerkreuz im echten Sinne zu einem päpstlichen Ehrenzeichen.
Als päpstliches Ehrenzeichen ist das Jerusalem-Pilgerkreuz nicht vergleichbar mit beispielsweise der Pilgermuschel, die lediglich ein Erkennungszeichen der Jakobspilger nach Santiago de Compostela ist.

## Beschreibung des Ordenszeichens
Das Jerusalem-Pilgerkreuz ist je nach Stufe aus Bronze, Silber oder vergoldetem Metall  hergestellt  und hat die Form des sogenannten Jerusalemkreuzes.
Auf der Vorderseite zeigt das Jerusalem-Pilgerkreuz in der Mitte ein Medaillon mit dem Bild seines Stifters Leo XIII. mit der eingravierten Inschrift: „Leo XIII P. M. creavit, Anno MCM“ (dt.: Gestiftet von Papst Leo XIII. im Jahre 1900). An den Balken steht geschrieben: „Christi Amor Crucifixi traxit nos“ (dt.: Die Liebe Christi des Gekreuzigten hat uns an sich gezogen).
Am Ende auf jedem der größeren Kreuzesarme sind die Mysterien dargestellt:
- Mariä Verkündigung
- Geburt des Herrn
- Taufe Jesu
- Abendmahl Jesu

Auf der Rückseite des Jerusalem-Pilgerkreuzes ist auf einem Medaillon in der Mitte Christus, der Auferstandene, abgebildet. Am äußeren Rand steht geschrieben: „Signum Sacri Itineris Hierosol[ymitani]“ (dt.: Zeichen der Pilgerfahrt ins Heilige Land). In den Kreuzbalken ist dargestellt:
- Jesus betet in Getsemane
- Geißelung Jesu
- Dornenkrönung
- Christus der Gekreuzigte

## Trageweise
Das Jerusalem-Pilgerkreuz wird an der linken Seite der Brust getragen. Das Ordensband aus Seide ist rot mit vier himmelblauen Streifen in der Mitte; die Kanten bilden weiße, dunkelgelb linierten Borten.
In Deutschland dürfen Bundeswehrsoldaten seit 1955 das Jerusalem-Pilgerkreuz als Bandschnalle an der Uniform tragen.

## Galerie

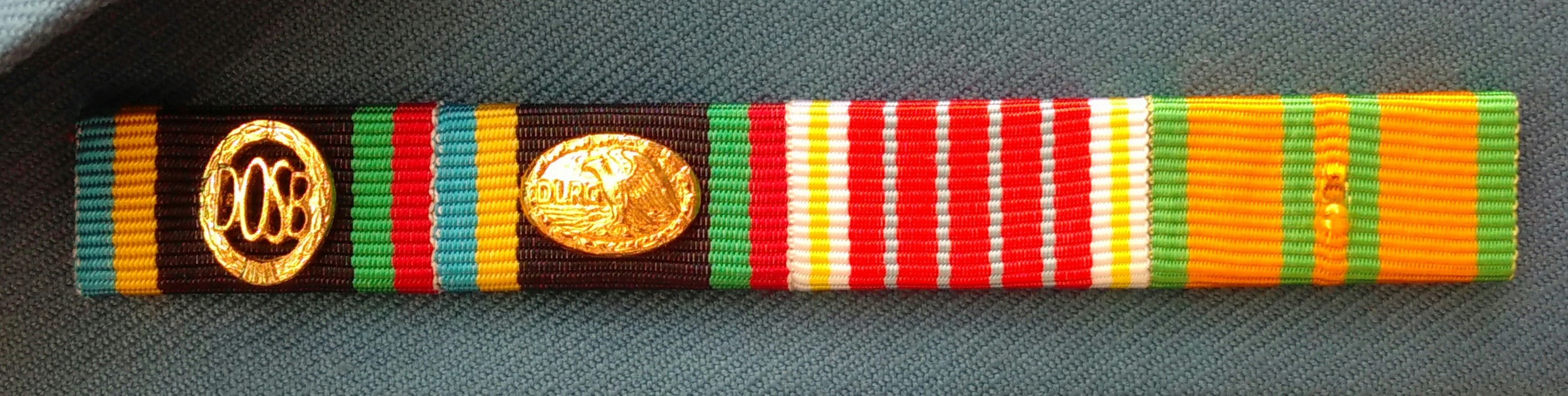
Bandschnalle mit Jerusalem-Pilgerkreuz (2. v. rechts)
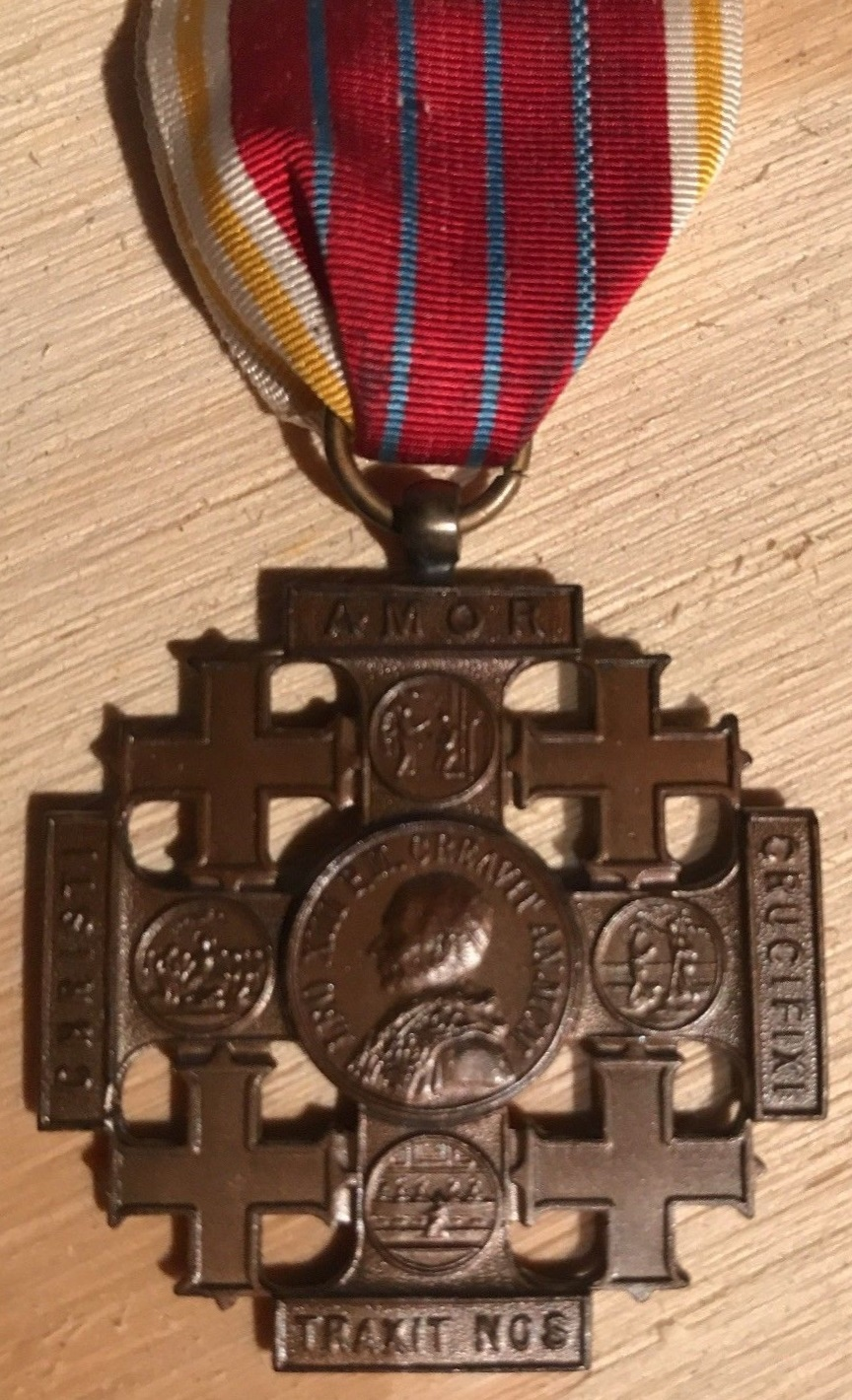
Jerusalem-Pilgerkreuz in Bronze (Vorderseite)
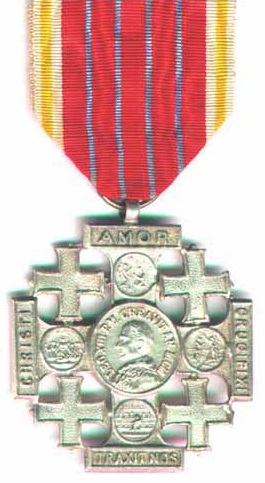
Jerusalem-Pilgerkreuz in Silber (Vorderseite)
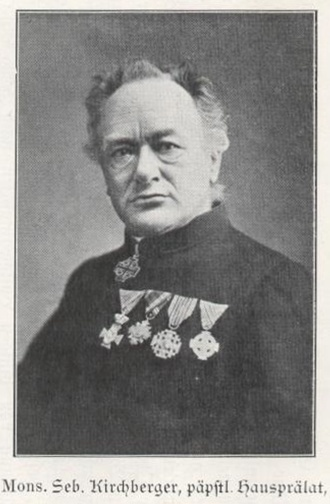
Prälat S. Kirchberger mit Jerusalem-Pilgerkreuz  (2. v. rechts)
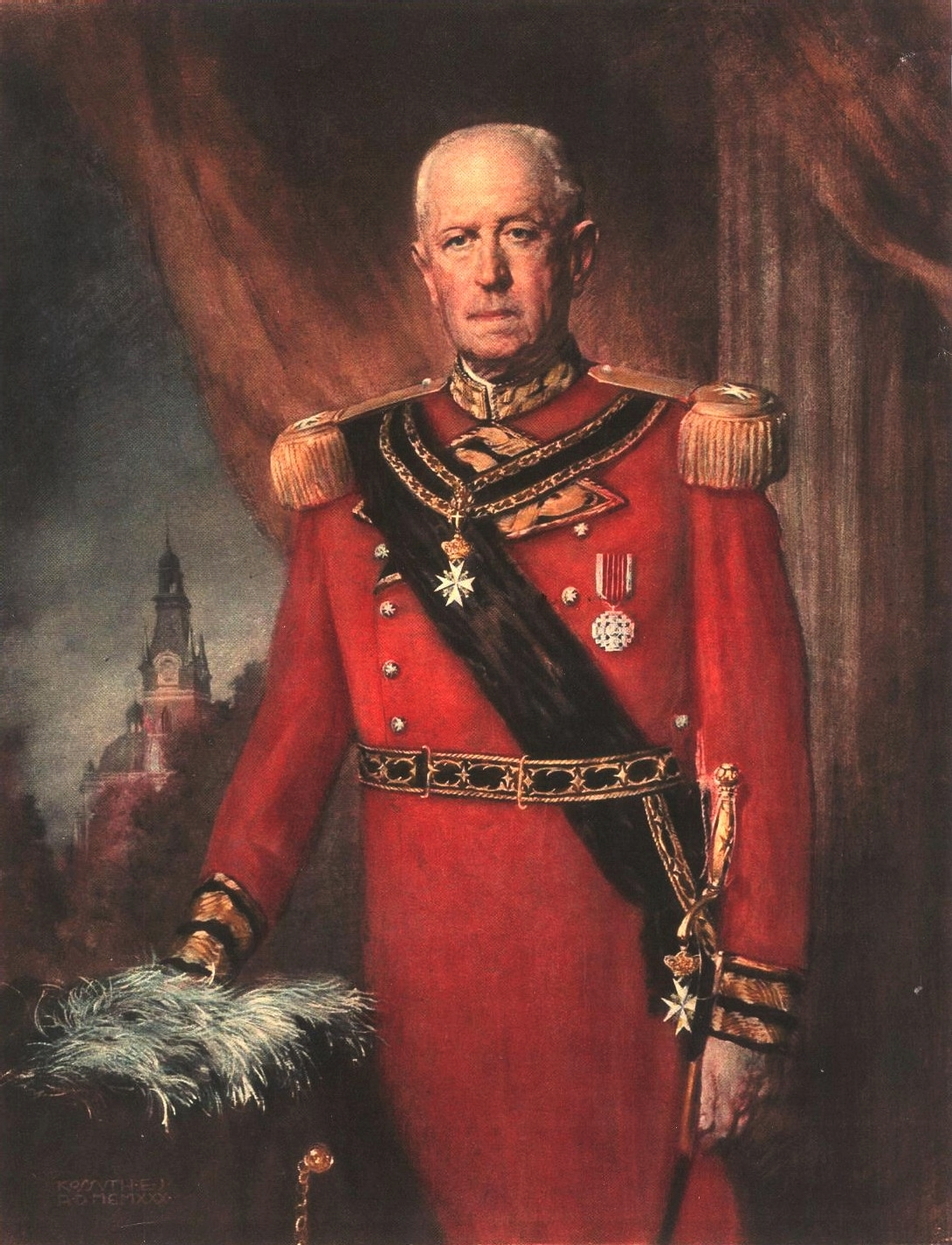
B. v. Hutten-Czapski in der Uniform des Malteserordens mit Jerusalem-Pilgerkreuz
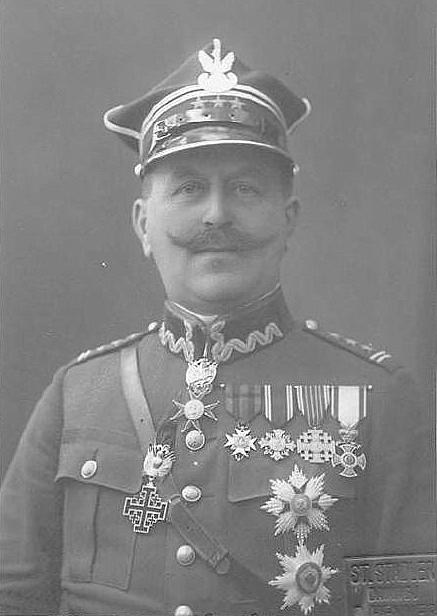
Michał Sternschuss-Staniewski mit Jerusalem-Pilgerkreuz (2. v. rechts) und zahlreichen weiteren päpstlichen Auszeichnungen